# All I Know So Far: Setlist
All I Know So Far: Setlist è il secondo album dal vivo di Pink pubblicato il 21 maggio 2021.

## Descrizione
Il disco contiene 16 tracce tra cui il discorso per la vittoria del premio all'MTV Video Vanguard Award, gli inediti Cover Me in Sunshine e All I Know So Far, e le registrazioni live del Beautiful Trauma World Tour.

## Tracce
1. Just like a Pill (live at Wembley Stadium, June 2019) – 4:04 (Dallas Austin, Pink)
2. Who Knew (live at Wembley Stadium, June 2019) – 3:32 (Pink, Lukasz Gottwald, Max Martin)
3. Funhouse / Just a Girl (live at Wembley Stadium, June 2019) – 6:18 (Pink, Tony Kanal, Jimmy Harry / Gwen Stefani, Tom Dumont)
4. River (live at Wembley Stadium, June 2019) – 3:36 (Ian Scott, Mark Andress Jackson, Sarah McLaughlin)
5. Just Give Me a Reason (feat. Nate Ruess) (live at Wembley Stadium, June 2019) – 4:37 (Pink, Jeff Bhasker, Nate Ruess)
6. Time After Time (live at Wembley Stadium, June 2019) – 3:26 (Cyndi Lauper, Robert Hyman)
7. Walk Me Home (live at Wembley Stadium, June 2019) – 2:57 (Pink, Scott Harris, Nate Ruess)
8. I Am Here (live at Wembley Stadium, June 2019) – 5:27 (Pink, Billy Mann, Christian Medice)
9. Fuckin' Perfect (live at Wembley Stadium, June 2019) – 4:03 (Pink, Max Martin, Shellback)
10. MTV Video Vanguard Award Speech – 2:16
11. Cash Cash Remix Intro / What About Us (live at Wembley Stadium, June 2019) – 7:30 (Pink, Johnny McDaid, Steve Mac)
12. Cover Me in Sunshine (con Willow Sage Heart) – 2:18 (Mozella, Amy Allen)
13. All I Know So Far – 4:37 (Pink, Benj Pasek, Justin Paul)
14. Bohemian Rhapsody (live at the Sydney Entertainment Center, 2009) – 5:49 (Freddie Mercury)
15. We Are the Champions (live at Rock in Rio, 2019) – 1:36 (Freddie Mercury)
16. So What (live at Wembley Stadium, June 2019) – 6:53 (Pink, Max Martin, Shellback)

## Classifiche

### Classifiche settimanali
| Classifica (2021) | Posizione massima |
| ----------------- | ----------------- |
| Australia         | 2                 |
| Austria           | 6                 |
| Belgio (Fiandre)  | 4                 |
| Belgio (Vallonia) | 26                |
| Canada            | 8                 |
| Francia           | 19                |
| Germania          | 5                 |
| Norvegia          | 8                 |
| Nuova Zelanda     | 4                 |
| Paesi Bassi       | 8                 |
| Portogallo        | 12                |
| Regno Unito       | 4                 |
| Spagna            | 100               |
| Stati Uniti       | 13                |
| Svizzera          | 2                 |

### Classifiche di fine anno
| Classifica (2021) | Posizione |
| ----------------- | --------- |
| Australia         | 30        |